# Копитувка
Копитувка (пол. Kopytówka) — село в Польщі, у гміні Бжезьниця Вадовицького повіту Малопольського воєводства.
Населення — 268 осіб (2011).

## Історія
У 1975-1998 роках село належало до Бельського воєводства, підпорядковувалося районній адміністрації у Вадовицях.

## Демографія
Демографічна структура станом на 31 березня 2011 року:
|          | Загалом | Допрацездатний вік | Працездатний вік | Постпрацездатний вік |
| -------- | ------- | ------------------ | ---------------- | -------------------- |
| Чоловіки | 132     | 30                 | 95               | 7                    |
| Жінки    | 136     | 22                 | 83               | 31                   |
| Разом    | 268     | 52                 | 178              | 38                   |